# 앤서아시아
앤서아시아(Answer Asia)는 아시아의 평화와 우호를 위해 활동하는 국제 비영리 기구(NPO)다. 설립자인 박지일이 일본에서 대학원을 다니던 2004년부터 비공식적으로 활동하다 2005년 5월 오사카부에서 공식 법인체로 승인됐다.
앤서아시아는 지난 1965년 오사카 발런티어 협회를 시작으로 40년 역사를 가진 일본 사회단체 중 외국 거주의 순수 외국인에 의해 조직된 최초의 일본 사회 조직이다. 박지일이 철저한 법률 검토를 통해 외국인의 단체 설립이 불가능하다는 조항이 없다는 것으로 압박 오사카시의 허가를 받아냈다.
대한민국 유일의 일본 뉴스 전문 인터넷 매체, 뉴스재팬도 운영하고 있다.

## 참고 문헌
- - 오마이뉴스
- "韓国人、アジアの平和を目指して日本でＮＰＯ法人設立" - JANJAN
- "일본시민사회 프런티어"[깨진 링크(과거 내용 찾기)] - 시민사회신문